# Marido a sueldo
Marido a sueldo es una telenovela colombiana producida por Teleset para RCN Televisión en 2007. La telenovela es protagonizada por Carolina Gómez y actor argentino Daniel Kuzniecka.

## Sinopsis
A la empresa de la familia Anaya, El pollo abundancio, llega Emilia, quien intenta recuperar su vida luego de sufrir una tragedia personal. Emilia es ahora la nueva gerente general y tiene el propósito de mejorar las finanzas de la compañía. Para la sorpresa de todos, es bella, inteligente y muy eficiente, cualidades que despiertan la envidia de las mujeres de la familia y el miedo de otros integrantes de que se descubran sus grandes secretos. Por estas razones, se arma un plan contra la nueva ejecutiva: contratarle un marido (Arturo) que la distraiga de sus obligaciones; el hombre es incentivado con una suma millonaria.

## Elenco
- Carolina Gómez- Emilia Cabal
- Daniel Kuzniecka- Arturo Guevara
- Xilena Aycardi- Linda Kriss de Anaya
- Marcelo Cezán- Ricardo 'Ricky Martin' Martín Anaya
- Fabio Rubiano- Juan Calixto Anaya
- María Cristina Pimiento- Marcela
- Valentina Rendón- Tatiana Alvarado
- Marbelle- Milena 'Nena' Anaya
- Guillermo Olarte-  Copete
- Aída Morales- Mercedes 'Mechas' Anaya
- Juan Sebastián Tibata-  Iván Ramiro
- Sebastián Sánchez- Luis Fernando
- Isabella Miranda- Luna Anaya
- Gastón Belandia- Fidel
- Victoria Góngora- Camila
- Cecilia Navia-  Diana
- Rodrigo Candamil- Javier
- Cristian Ruiz- Copetin
- Pilar Álvarez